# 名古屋市立日比津中学校
名古屋市立日比津中学校（なごやしりつ ひびつちゅうがっこう）は。名古屋市中村区高道町にある公立中学校。

## 沿革
- 1963年（昭和38年）4月1日 - 名古屋市立日比津中学校として設立[1]。
- 1965年（昭和40年）9月 - 三輪憲三作詞・江口浩司作曲による校歌が制定される[1]。

## 通学区域
所管する名古屋市教育委員会は、2021年（令和3年）4月1日時点で名古屋市立日比津小学校・名古屋市立豊臣小学校・名古屋市立諏訪小学校の各学校区を通学区域として指定している。

## 著名な卒業生
- 平野謙（プロ野球選手、姉の内藤洋子は豊正中学校卒業）[2]

### WEB
1. ↑  名古屋市教育委員会事務局総務部教育環境計画室計画係 (2021年4月1日). “名古屋市立中学校区一覧（小→中）” (PDF).   名古屋市. 2022年1月28日閲覧。

### 書籍
1. 1 2 3 4  中村区制施行50周年記念事業実行委員会記念誌編集委員会 1987, p. 114.
2. ↑  豊正中学校50周年記念行事実行委員会 1997.